# Liste der Mitglieder des Provinziallandtags der Rheinprovinz (1920)
Diese Liste nennt die Mitglieder des Provinziallandtages der Rheinprovinz 1920.

## Hintergrund
Nach der Novemberrevolution war der Provinziallandtag der Rheinprovinz zunächst weiter von den Kreistagen gewählt worden. Da diese in der Weimarer Republik in gleicher Wahl nach dem Verhältniswahlrecht gewählt worden waren, hatte auch der Provinziallandtag dadurch seine demokratische Legitimität erfahren. Der so gewählte Provinziallandtag trat als 59. Rheinischer Provinziallandtag zu einer einzigen Sitzungsperiode vom 5. Dezember bis 11. Dezember 1920 zusammen. 1921 erfolgte dann eine Direktwahl des Provinziallandtages.
Im Provinziallandtag bildeten sich vier Fraktionen. Neben den Parteien Zentrum, SPD und USPD war dies die Arbeitsgemeinschaft der bürgerlichen Parteien DVP, DNVP und DDP. Wilhelm Boden blieb fraktionslos.
| Partei              | Sitze |
| ------------------- | ----- |
| Zentrum             | 116   |
| Arbeitsgemeinschaft | 40    |
| SPD                 | 23    |
| USPD                | 5     |

## Liste der Abgeordneten
| Regierungsbezirk | Wahlkreis           | Abgeordneter                        | Partei              | Stand                                                     | Anmerkung                                      |
| ---------------- | ------------------- | ----------------------------------- | ------------------- | --------------------------------------------------------- | ---------------------------------------------- |
| Aachen           | Aachen-Land         | Hermann Pütz                        | Zentrum             | kommissarischer Landrat                                   |                                                |
| Aachen           | Aachen-Land         | Heinrich Küffen                     | Zentrum             | Bergmann                                                  |                                                |
| Aachen           | Aachen-Land         | Wilhelm Greven                      | Zentrum             | Metzgermeister                                            |                                                |
| Aachen           | Aachen-Land         | Peter Paustenbach                   | Zentrum             | Fabrikdirektor                                            |                                                |
| Aachen           | Aachen-Stadt        | Wilhelm Farwick                     | Zentrum             | Oberbürgermeister                                         |                                                |
| Aachen           | Aachen-Stadt        | Ewald Weber                         | Zentrum             | Gewerkschaftssekretär                                     |                                                |
| Aachen           | Aachen-Stadt        | Erich Cüpper                        | Zentrum             | Tuchfabrikant                                             |                                                |
| Aachen           | Aachen-Stadt        | Ludwig Kuhnen                       | SPD                 | Beigeordneter                                             |                                                |
| Aachen           | Düren               | Joseph Bongartz                     | Zentrum             | Fabrikant                                                 |                                                |
| Aachen           | Düren               | Karl Bessenich                      | Zentrum             | Rittergutsbesitzer (Burg Gladbach)                        |                                                |
| Aachen           | Düren               | Johann Sauren                       | Zentrum             | Gewerkschaftssekretär                                     |                                                |
| Aachen           | Erkelenz            | Wilhelm Krapoll                     | Zentrum             | Ehrenbürgermeister                                        |                                                |
| Aachen           | Geilenkirchen       | Jacob Dahmen                        | Zentrum             | Bürgermeister                                             |                                                |
| Aachen           | Heinsberg           | Hermann Hamacher                    | Zentrum             | Landwirt                                                  |                                                |
| Aachen           | Heinsberg           | Josef Zohren                        | Zentrum             | Kaufmann                                                  |                                                |
| Aachen           | Jülich              | Anton Bürsgens                      | Zentrum             | Landesökonomierat, Rittergutsbesitzer                     |                                                |
| Aachen           | Jülich              | Peter Fischer                       | Zentrum             | Rechtsanwalt                                              |                                                |
| Aachen           | Monschau            | Nikolaus Jansen                     | Zentrum             | Pfarrer                                                   |                                                |
| Aachen           | Schleiden           | Franz Fettweiß                      | Zentrum             | Rentner                                                   |                                                |
| Aachen           | Schleiden           | Josef Graf von Spee                 | Zentrum             | Landrat                                                   |                                                |
| Koblenz          | Adenau              | Friedrich Gorius                    | Zentrum             | Landrat                                                   |                                                |
| Koblenz          | Ahrweiler           | Albert Heising                      | Zentrum             | Landrat                                                   |                                                |
| Koblenz          | Ahrweiler           | Joseph Heß                          | Zentrum             | Schulrat                                                  |                                                |
| Koblenz          | Altenkirchen        | Johann Effert                       | Zentrum             | Gewerkschaftsbeamter                                      |                                                |
| Koblenz          | Altenkirchen        | Wilhelm Boden                       | fraktionslos        | Landrat                                                   |                                                |
| Koblenz          | Koblenz-Land        | Friedrich Wilhelm Jacoby-Raffauf    | Zentrum             | Gutsbesitzer                                              |                                                |
| Koblenz          | Koblenz-Land        | Jakob Caspers                       | Arbeitsgemeinschaft | Landesökonomierat                                         |                                                |
| Koblenz          | Koblenz-Stadt       | Karl Russel                         | Zentrum             | Oberbürgermeister                                         |                                                |
| Koblenz          | Koblenz-Stadt       | Georg Loenartz                      | Zentrum             | Rechtsanwalt                                              |                                                |
| Koblenz          | Cochem              | Adolf Ley                           | Zentrum             | Pfarrer                                                   |                                                |
| Koblenz          | Cochem              | Jakob Petry                         | Zentrum             | Weingutsbesitzer                                          |                                                |
| Koblenz          | Kreuznach           | Erich Müser                         | Arbeitsgemeinschaft | Landrat                                                   |                                                |
| Koblenz          | Kreuznach           | Arnold Capallo                      | Zentrum             | Buchdruckereibesitzer                                     |                                                |
| Koblenz          | Kreuznach           | Karl Andres                         | Arbeitsgemeinschaft | Gutsbesitzer                                              |                                                |
| Koblenz          | Mayen               | Johann Peter Gilles                 | Zentrum             | Landwirt                                                  |                                                |
| Koblenz          | Mayen               | Hans Altmeier                       | Zentrum             | Arbeitersekretär                                          |                                                |
| Koblenz          | Mayen               | Johannes Schmitz                    | Zentrum             | Oberlehrer, Professor                                     |                                                |
| Koblenz          | Meisenheim          | Ernst Schwebel                      | Arbeitsgemeinschaft | Landrat                                                   |                                                |
| Koblenz          | Neuwied             | Franz Eichhoff                      | Arbeitsgemeinschaft | Landgerichtsrat                                           |                                                |
| Koblenz          | Neuwied             | Gregor Schwammborn                  | Zentrum             | Professor, Pfarrer                                        |                                                |
| Koblenz          | Neuwied             | Fritz Westerholt                    | Zentrum             | Gutsbesitzer                                              |                                                |
| Koblenz          | St. Goar            | Michael Rüdell                      | Zentrum             | Landwirt                                                  |                                                |
| Koblenz          | St. Goar            | Johann Hommer                       | Zentrum             | Bürgermeister                                             |                                                |
| Koblenz          | Simmern             | Wilhelm Josten                      | Arbeitsgemeinschaft | Landrat                                                   |                                                |
| Koblenz          | Wetzlar             | Adolf Bausch                        | Arbeitsgemeinschaft | Pfarrer                                                   |                                                |
| Koblenz          | Wetzlar             | Adolf Köhler                        | Arbeitsgemeinschaft | Direktor                                                  |                                                |
| Koblenz          | Zell                | Wilhelm Schüler                     | Arbeitsgemeinschaft | Arzt                                                      |                                                |
| Köln             | Bergheim            | Clemens von Loë                     | Zentrum             | Rittergutsbesitzer                                        |                                                |
| Köln             | Bergheim            | Gottfried Hintzen                   | Zentrum             | Zimmermann                                                |                                                |
| Köln             | Bonn-Land           | Otto Frings                         | Zentrum             | Gutsbesitzer                                              |                                                |
| Köln             | Bonn-Land           | Josef Drücke                        | Zentrum             | Betriebsleiter                                            |                                                |
| Köln             | Bonn-Stadt          | Peter Joseph Olbertz                | Zentrum             | Geheimer Sanitätsrat                                      | Alterspräsident                                |
| Köln             | Bonn-Stadt          | Peter Chrysant                      | Zentrum             | Oberbürgermeister                                         |                                                |
| Köln             | Bonn-Stadt          | Fritz Bottler                       | Arbeitsgemeinschaft | Oberbürgermeister                                         |                                                |
| Köln             | Köln-Land           | Johann Floßdorf                     | Zentrum             | Gewerkschaftssekretär                                     |                                                |
| Köln             | Köln-Land           | Urban Olligs                        | Zentrum             | Gutsbesitzer                                              |                                                |
| Köln             | Köln-Stadt          | Konrad Adenauer                     | Zentrum             | Oberbürgermeister                                         | Vorsitzender des Provinziallandtags            |
| Köln             | Köln-Stadt          | Fritz Bollig                        | Zentrum             | Landesökonomierat                                         |                                                |
| Köln             | Köln-Stadt          | Louis Hagen                         | Zentrum             | Handelskammerpräsident, geheimer Kommerzienrat            |                                                |
| Köln             | Köln-Stadt          | Sibilla Hartmann                    | Zentrum             | Sozialarbeiterin                                          |                                                |
| Köln             | Köln-Stadt          | Hugo Mönnig                         | Zentrum             | Rechtsanwalt, Justizrat                                   |                                                |
| Köln             | Köln-Stadt          | Johann Rings                        | Zentrum             | Buchdruckereifaktor                                       |                                                |
| Köln             | Köln-Stadt          | August Haas                         | SPD                 | Beigeordneter                                             |                                                |
| Köln             | Köln-Stadt          | Elisabeth Röhl                      | SPD                 | Stadtverordnete                                           |                                                |
| Köln             | Köln-Stadt          | Waldemar Funk                       | SPD                 | Parteisekretär                                            |                                                |
| Köln             | Köln-Stadt          | Wilhelm Hölken                      | SPD                 | Bezirkssekretär                                           |                                                |
| Köln             | Köln-Stadt          | Friedrich Hoff                      | SPD                 | Geschäftsführer                                           |                                                |
| Köln             | Köln-Stadt          | Bernhard Falk                       | Arbeitsgemeinschaft | Rechtsanwalt, Justizrat                                   |                                                |
| Köln             | Köln-Stadt          | Johannes Kaiser                     | Arbeitsgemeinschaft | Justizrat                                                 | 1. stellv. Vorsitzender des Provinziallandtags |
| Köln             | Euskirchen          | Benedikt Heuser                     | Zentrum             | Gutsbesitzer                                              |                                                |
| Köln             | Euskirchen          | Thomas Esser                        | Zentrum             | Genossenschaftsleiter                                     |                                                |
| Köln             | Gummersbach         | Gustav Haarmann                     | Arbeitsgemeinschaft | Landrat                                                   |                                                |
| Köln             | Gummersbach         | Richard Pfaff                       | SPD                 | Diätar                                                    |                                                |
| Köln             | Mülheim am Rhein    | Paul Schneider                      | Zentrum             | praktischer- u. Anstaltsarzt                              |                                                |
| Köln             | Mülheim am Rhein    | Johann Odenthal                     | Zentrum             | Rentner                                                   |                                                |
| Köln             | Rheinbach           | Engelbert Dahlem                    | Zentrum             | Landwirt und Gemeindevorsteher                            |                                                |
| Köln             | Siegkreis           | Richard Eich                        | Zentrum             | Bürgermeister und Gutsbesitzer                            |                                                |
| Köln             | Siegkreis           | Robert Becker                       | Zentrum             | Bürgermeister                                             | Schriftführer                                  |
| Köln             | Siegkreis           | Alfred Hüser                        | Arbeitsgemeinschaft | Fabrikbesitzer                                            |                                                |
| Köln             | Waldbröl            | Wittmann                            | Arbeitsgemeinschaft | Amtsgerichtsrat                                           |                                                |
| Köln             | Wipperfürth         | Wilhelm Müller                      | Zentrum             | Gutsbesitzer                                              |                                                |
| Düsseldorf       | Barmen              | Paul Wesenfeld                      | Arbeitsgemeinschaft | Rechtsanwalt                                              |                                                |
| Düsseldorf       | Barmen              | Fritz Gantert                       | Arbeitsgemeinschaft | Fabrikant                                                 |                                                |
| Düsseldorf       | Barmen              | Karl Eberle                         | SPD                 | Beigeordneter                                             |                                                |
| Düsseldorf       | Barmen              | Karl Haberland                      | SPD                 | Parteisekretär                                            | 2. stellv. Vorsitzender des Provinziallandtags |
| Düsseldorf       | Cleve               | Wilhelm Brücker                     | Zentrum             | Gutsbesitzer, Ökonomierat                                 |                                                |
| Düsseldorf       | Cleve               | August Fleischhauer                 | Zentrum             | Justizrat                                                 |                                                |
| Düsseldorf       | Krefeld-Land        | Josef Rothes                        | Zentrum             | Gutsbesitzer                                              |                                                |
| Düsseldorf       | Krefeld-Land        | Konrad Saaßen                       | Zentrum             | Landrat                                                   |                                                |
| Düsseldorf       | Krefeld-Stadt       | Alfred von Itter                    | Zentrum             | Religionslehrer                                           |                                                |
| Düsseldorf       | Krefeld-Stadt       | Johannes Johansen                   | Arbeitsgemeinschaft | Oberbürgermeister                                         |                                                |
| Düsseldorf       | Krefeld-Stadt       | Karl Kuhwald                        | SPD                 | Gewerkschaftssekretär                                     |                                                |
| Düsseldorf       | Dinslaken           | Walter Moll                         | Arbeitsgemeinschaft | Landrat                                                   |                                                |
| Düsseldorf       | Düsseldorf-Land     | Karl Hillen                         | Zentrum             | Geschäftsführer                                           |                                                |
| Düsseldorf       | Düsseldorf-Land     | Peter Kockerscheidt                 | Arbeitsgemeinschaft | Ökonomierat                                               |                                                |
| Düsseldorf       | Düsseldorf-Land     | Karl Zöllig                         | USPD                | Expedient                                                 |                                                |
| Düsseldorf       | Düsseldorf-Stadt    | Elisabeth Becker                    | SPD                 | Hausfrau                                                  |                                                |
| Düsseldorf       | Düsseldorf-Stadt    | Albert Schwan                       | SPD                 | Schreiner                                                 |                                                |
| Düsseldorf       | Düsseldorf-Stadt    | Paul Gerlach                        | SPD                 | Schriftleiter                                             |                                                |
| Düsseldorf       | Düsseldorf-Stadt    | Clemens Adams                       | Zentrum             | Generaldirektor, Landesrat a. D.                          |                                                |
| Düsseldorf       | Düsseldorf-Stadt    | Ferdinand Brauer                    | Zentrum             | Gewerkschaftssekretär                                     |                                                |
| Düsseldorf       | Düsseldorf-Stadt    | Anna Niedick                        | Zentrum             | Rentnerin                                                 |                                                |
| Düsseldorf       | Düsseldorf-Stadt    | Emil Köttgen                        | Arbeitsgemeinschaft | Oberbürgermeister                                         |                                                |
| Düsseldorf       | Düsseldorf-Stadt    | Conrad Ludwig Fußbahn               | Arbeitsgemeinschaft | Kaufmann                                                  |                                                |
| Düsseldorf       | Duisburg            | Karl Jarres                         | Arbeitsgemeinschaft | Oberbürgermeister                                         |                                                |
| Düsseldorf       | Duisburg            | Franz Wieber                        | Zentrum             | Verbandsvorsitzender                                      |                                                |
| Düsseldorf       | Duisburg            | Johann Sanders                      | Zentrum             | Schreinermeister, Stadtverordneter                        |                                                |
| Düsseldorf       | Duisburg            | Ernst Müller                        | SPD                 | Transportarbeiter                                         |                                                |
| Düsseldorf       | Duisburg            | Karl Drove                          | SPD                 | Justizobersekretär                                        |                                                |
| Düsseldorf       | Elberfeld           | Wilhelm Ullenbaum                   | SPD                 | Geschäftsführer                                           | Schriftführer                                  |
| Düsseldorf       | Elberfeld           | Thekla Landé                        | SPD                 |                                                           |                                                |
| Düsseldorf       | Elberfeld           | Hermann Dichgans                    | Zentrum             | Apotheker                                                 |                                                |
| Düsseldorf       | Elberfeld           | Wilhelm de Weerth                   | Arbeitsgemeinschaft | Regierungsassessor a. D.                                  |                                                |
| Düsseldorf       | Essen-Land          | Jacob Weber                         | Zentrum             | Prokurist                                                 |                                                |
| Düsseldorf       | Essen-Land          | Christian Hülsmann                  | Zentrum             | Lagerhalter                                               |                                                |
| Düsseldorf       | Essen-Land          | Karl Hold                           | Arbeitsgemeinschaft | Ehrenbürgermeister, Bergwerksdirektor                     |                                                |
| Düsseldorf       | Essen-Land          | Emil Kemper                         | SPD                 | Lagerhalter                                               |                                                |
| Düsseldorf       | Essen-Stadt         | Hans Luther                         | Arbeitsgemeinschaft | Oberbürgermeister                                         |                                                |
| Düsseldorf       | Essen-Stadt         | Robert van Gember                   | Zentrum             | Kaufmann                                                  |                                                |
| Düsseldorf       | Essen-Stadt         | Heinrich Strunck                    | Zentrum             | Gewerkschaftssekretär                                     |                                                |
| Düsseldorf       | Essen-Stadt         | Franziska Gosewinkel                | Zentrum             | Volksschullehrerin                                        |                                                |
| Düsseldorf       | Essen-Stadt         | Wilhelm Daams                       | Zentrum             | Arbeitersekretär                                          |                                                |
| Düsseldorf       | Essen-Stadt         | Johann Steinbüchel                  | SPD                 | Redakteur                                                 |                                                |
| Düsseldorf       | Essen-Stadt         | Karl Steinkopf                      | SPD                 | Metallarbeiter                                            |                                                |
| Düsseldorf       | Essen-Stadt         | Gustav Krupp von Bohlen und Halbach | Arbeitsgemeinschaft | außerordentlicher Gesandter und bevollmächtigter Minister |                                                |
| Düsseldorf       | Essen-Stadt         | Joseph Orlopp                       | USPD                | Gewerkschaftsangestellter                                 |                                                |
| Düsseldorf       | Gladbach            | Heinrich Konnertz                   | Zentrum             | Fabrikant                                                 |                                                |
| Düsseldorf       | Gladbach            | Wilhelm Otten                       | Zentrum             | Lagerhalter                                               |                                                |
| Düsseldorf       | Gladbach            | Josef Jörg                          | Zentrum             | Landrat                                                   |                                                |
| Düsseldorf       | Mönchengladbach     | Viktor Brandts                      | Zentrum             | Fabrikant                                                 |                                                |
| Düsseldorf       | Mönchengladbach     | Wilhelm Elfes                       | Zentrum             | Schriftleiter                                             | Schriftführer                                  |
| Düsseldorf       | Grevenbroich        | Johann von Meer                     | Zentrum             | Gutsbesitzer                                              |                                                |
| Düsseldorf       | Grevenbroich        | Wilhelm Rath                        | Zentrum             | Amtsgerichtsrat                                           |                                                |
| Düsseldorf       | Hamborn             | Johann Zimmermann                   | Zentrum             | Parteisekretär                                            |                                                |
| Düsseldorf       | Hamborn             | Georg Sandmann                      | Zentrum             | Direktor                                                  |                                                |
| Düsseldorf       | Hamborn             | Heinrich Menke                      | Zentrum             | Gymnasialdirektor                                         |                                                |
| Düsseldorf       | Kempen              | Constantin Bollemann                | Zentrum             | Bahnarbeiter                                              |                                                |
| Düsseldorf       | Kempen              | Heinrich Bommers                    | Zentrum             | Landwirt                                                  |                                                |
| Düsseldorf       | Kempen              | Josef Kloos                         | Zentrum             | Bürgermeister                                             |                                                |
| Düsseldorf       | Lennep              | Arnold Hueck                        | Arbeitsgemeinschaft | Geheimer Kommerzienrat, Tuchfabrikant                     |                                                |
| Düsseldorf       | Lennep              | Fritz Hentzen                       | Arbeitsgemeinschaft | Landrat                                                   |                                                |
| Düsseldorf       | Lennep              | Peter Betzhold                      | SPD                 | Expedient                                                 |                                                |
| Düsseldorf       | Mettmann            | Albert Kemmann                      | Arbeitsgemeinschaft | Gutsbesitzer, Ökonomierat                                 |                                                |
| Düsseldorf       | Mettmann            | Wilhelm Bartz                       | Zentrum             | Kaufmann                                                  |                                                |
| Düsseldorf       | Mettmann            | Reinhold Haberland                  | SPD                 | Lagerhalter                                               |                                                |
| Düsseldorf       | Mörs                | Heinrich Pattberg                   | Arbeitsgemeinschaft | Generaldirektor                                           |                                                |
| Düsseldorf       | Mörs                | Jakob Schroer                       | Arbeitsgemeinschaft | Landwirt                                                  |                                                |
| Düsseldorf       | Mörs                | Eduard Schürhoff                    | Zentrum             | Studienrat                                                |                                                |
| Düsseldorf       | Mörs                | Theodor Jordans                     | Zentrum             | Gutsbesitzer                                              |                                                |
| Düsseldorf       | Mülheim an der Ruhr | Wilhelm Andres                      | SPD                 | Gewerkschaftssekretär                                     |                                                |
| Düsseldorf       | Mülheim an der Ruhr | Paul Lembke                         | Arbeitsgemeinschaft | Oberbürgermeister                                         | Schriftführer                                  |
| Düsseldorf       | Mülheim an der Ruhr | Franz Lenze                         | Zentrum             | Fabrikdirektor                                            |                                                |
| Düsseldorf       | Neuss-Land          | Ferdinand Freiherr von Lüninck      | Zentrum             | Landrat                                                   |                                                |
| Düsseldorf       | Neuss-Stadt         | Franz Gielen                        | Zentrum             | Oberbürgermeister                                         |                                                |
| Düsseldorf       | Oberhausen          | Heinrich Oberdries                  | SPD                 | Hüttenarbeiter                                            |                                                |
| Düsseldorf       | Oberhausen          | Johann Uhlenbruck                   | Zentrum             | Beigeordneter                                             |                                                |
| Düsseldorf       | Oberhausen          | Otto Havenstein                     | Arbeitsgemeinschaft | Oberbürgermeister                                         |                                                |
| Düsseldorf       | Rees                | Felix Lensing                       | Zentrum             | Gutsbesitzer, Ökonomierat                                 |                                                |
| Düsseldorf       | Rees                | Theodor Schneemann                  | Zentrum             | Landrat                                                   |                                                |
| Düsseldorf       | Remscheid           | Walther Hartmann                    | Arbeitsgemeinschaft | Oberbürgermeister                                         |                                                |
| Düsseldorf       | Remscheid           | Wilhelm Koch                        | USPD                | Beigeordneter                                             |                                                |
| Düsseldorf       | Rheydt              | Rudolf Herx                         | Zentrum             | Verwaltungsdirektor                                       |                                                |
| Düsseldorf       | Rheydt              | Oskar Graemer                       | Arbeitsgemeinschaft | Oberbürgermeister                                         |                                                |
| Düsseldorf       | Solingen-Land       | Lorenz Frantzen                     | USPD                | Steindrucker                                              |                                                |
| Düsseldorf       | Solingen-Land       | Wilhelm Odenthal                    | USPD                | Verwaltungsgehilfe                                        |                                                |
| Düsseldorf       | Solingen-Land       | Johann Jansen                       | Zentrum             | Chemiker                                                  |                                                |
| Düsseldorf       | Solingen-Land       | Wilhelm Schmidt                     | Arbeitsgemeinschaft | Bürgermeister                                             |                                                |
| Düsseldorf       | Solingen-Stadt      | Rudolf Schwarz                      | Arbeitsgemeinschaft | Rentner                                                   |                                                |
| Düsseldorf       | Solingen-Stadt      | Ernst Dahmann                       | Zentrum             | Kaufmann                                                  |                                                |
| Düsseldorf       | Sterkrade-Stadt     | Johannes Keldenich                  | Zentrum             | Bezirksleiter                                             |                                                |
| Düsseldorf       | Sterkrade-Stadt     | Johannes Stappert                   | Zentrum             | Arzt                                                      |                                                |
| Trier            | Bernkastel          | Karl Gerhard                        | Arbeitsgemeinschaft | Landwirt und Brauereibesitzer                             |                                                |
| Trier            | Bernkastel          | Zacharias Bergweiler                | Zentrum             | Weingutsbesitzer                                          |                                                |
| Trier            | Bitburg             | Joseph Simon                        | Zentrum             | Brauereibesitzer                                          |                                                |
| Trier            | Bitburg             | Georg Etscheid                      | Zentrum             | Landwirt                                                  |                                                |
| Trier            | Daun                | Otto Weismüller                     | Zentrum             | Landrat                                                   |                                                |
| Trier            | Merzig              | Max von Vittinghoff gen. Schell     | Zentrum             | Landwirt                                                  |                                                |
| Trier            | Saarburg            | Karl Knopp                          | Zentrum             | Pfarrer                                                   |                                                |
| Trier            | St. Wendel          | Jakob Huck                          | Arbeitsgemeinschaft | Landwirt                                                  |                                                |
| Trier            | Trier-Land          | Aloys Rulolf                        | Zentrum             | Pfarrer                                                   |                                                |
| Trier            | Trier-Land          | Peter Vanvolxem                     | Zentrum             | Weingutsbesitzer                                          |                                                |
| Trier            | Trier-Land          | Joseph Meyer                        | Zentrum             | Eisenbahnschlosser                                        |                                                |
| Trier            | Trier-Stadt         | Maria Schmidt                       | Zentrum             | Oberlehrerin                                              |                                                |
| Trier            | Trier-Stadt         | Josef Seidel                        | Zentrum             | Taubstummenlehrer                                         |                                                |
| Trier            | Wittlich            | Jakob Gessinger                     | Zentrum             | Landwirt                                                  |                                                |
| Trier            | Wittlich            | Franz Lütticken                     | Zentrum             | Rentner                                                   |                                                |